# Elección para gobernador de Kentucky de 1899
La elección para gobernador de Kentucky de 1899 se llevó a cabo el 7 de noviembre de ese año. El gobernador titular, el republicano William O'Connell Bradley, tenía un mandato limitado y no podía buscar la reelección.
Después de una polémica y caótica convención de nominaciones en el Music Hall de Louisville, el Partido Demócrata eligió al senador estatal William Goebel como su candidato. Una facción disidente del partido, que se autodenominaba los "demócratas electorales honestos", se enfureció por las tácticas políticas de Goebel en la convención del Music Hall y más tarde celebró su propia convención de nominación. Eligieron al exgobernador John Y. Brown como su nominado. Los republicanos nominaron al fiscal general estatal William S. Taylor, aunque el gobernador Bradley le prestó poco apoyo en la campaña.
En las elecciones generales, Taylor ganó por 193.714 votos contra 191.331. Brown obtuvo 12.040 votos, más que la diferencia entre Taylor y Goebel. Los resultados de las elecciones fueron cuestionados por fraude electoral, pero la Junta de Elecciones del estado, creada por una ley que Goebel había patrocinado y provista de comisionados pro-Goebel, certificó la victoria de Taylor.
Una mayoría demócrata indignada en la Asamblea General de Kentucky creó un comité para investigar los cargos de fraude electoral, incluso cuando ciudadanos armados del este de Kentucky fuertemente republicano acudieron a la capital del estado bajo los auspicios de evitar que los demócratas se robaran las elecciones. Antes de que el comité de investigación pudiera informar, Goebel recibió un disparo mientras ingresaba a la capital del estado el 30 de enero de 1900. Mientras Goebel yacía en un hotel cercano siendo tratado por sus heridas, el comité emitió su informe recomendando que la Asamblea General invalidara suficientes votos para declarar que la elección había sido ganada por Goebel. El informe fue aceptado, Taylor fue depuesto y Goebel asumió el cargo el 31 de enero. Murió tres días después, el 2 de febrero.
El vicegobernador John C. W. Beckham ascendió al cargo de gobernador, y él y Taylor libraron una prolongada batalla judicial por la gobernación. Beckham ganó el caso en apelación, y Taylor huyó a Indiana para escapar del enjuiciamiento como cómplice del asesinato de Goebel. Un total de dieciséis personas fueron acusadas en relación con el asesinato. Cinco fueron a juicio; dos de ellos fueron absueltos. Los tres restantes fueron condenados en juicios plagados de irregularidades y finalmente fueron indultados por gobernadores posteriores. La identidad del asesino de Goebel sigue siendo un misterio.

## Resultados
| Partido                         | Partido                         | Candidato         | Votos   | %     |
| ------------------------------- | ------------------------------- | ----------------- | ------- | ----- |
|                                 | Republicano                     | William S. Taylor | 193,714 | 48.07 |
|                                 | Demócrata                       | William Goebel    | 191,331 | 47.48 |
|                                 | Liga de Elecciones Honestas     | John Y. Brown     | 12,140  | 3.01  |
|                                 | Populista                       | John G. Blair     | 2,936   | 0.73  |
|                                 | Prohibición                     | O. T. Wallace     | 2,346   | 0.58  |
|                                 | Socialista Laborista de América | Alfred Schmitz    | 510     | 0.13  |
|                                 |                                 |                   |         |       |
| Total                           | Total                           | Total             | 402,977 | 100   |
|                                 |                                 |                   |         |       |
| Fuente: Guide to U.S. Elections |                                 |                   |         |       |